# Andre Soria
Andre Soria es una deportista brasileña que compitió en judo. Ganó una medalla de bronce en el Campeonato Panamericano de Judo de 1984, en la categoría de +72 kg.

## Palmarés internacional
| Campeonato Panamericano | Campeonato Panamericano   | Campeonato Panamericano | Campeonato Panamericano |
| Año                     | Lugar                     | Medalla                 | Categoría               |
| ----------------------- | ------------------------- | ----------------------- | ----------------------- |
| 1984                    | Ciudad de México (México) | Medalla de bronce       | +72 kg                  |